# Joyce Vermue
Joyce Gabriëlle Petrus Vermue (Oostburg, 22 juni 1985) is een Nederlands bestuurder en PvdA-politicus. Sinds 3 juli 2019 is zij burgemeester van Zundert. Van 22 september 2015 tot 23 maart 2017 was zij lid van de Tweede Kamer der Staten-Generaal.

## Maatschappelijke carrière
Vermue volgde van 1997 tot 2002 het Zwin College te Oostburg. Vervolgens studeerde zij sociaal werk aan de Avans Hogeschool te Breda. In 2011 heeft zij de Master Social Work afgerond in Nijmegen. Vanaf 2004 was Vermue werkzaam bij de Stichting Maatschappelijk Werk Zeeuws-Vlaanderen, waar zij in 2010 manager werd en aansluitend directeur a.i. In 2014 werd zij tot directeur benoemd van de Stichting Welzijn West Zeeuwsch-Vlaanderen die vanaf 1 januari 2016 onderdeel is geworden van Porthos Sluis. Van 2017 tot 2019 was zij strategisch adviseur en teamleider Beleid & Kwaliteit bij ZorgSaam Zorggroep Zeeuws-Vlaanderen.

## Politieke carrière
Vermue stond in 2012 op de kandidatenlijst van de Partij van de Arbeid voor de Tweede Kamerverkiezingen; zij werd niet gekozen als lid. Op 22 september 2015 werd Vermue geïnstalleerd als lid van de Tweede Kamer als tijdelijk vervanger voor Manon Fokke die met zwangerschapsverlof was gegaan. Nadat Martijn van Dam de Tweede Kamer verliet vanwege zijn benoeming tot staatssecretaris van Economische Zaken, werd ze op 5 november 2015 permanent lid van de Tweede Kamer. Omdat ze bij de verkiezingen begin 2017 niet herkozen werd eindigde haar kamerlidmaatschap in maart 2017.
Op 9 mei 2019 droeg de gemeenteraad van Zundert Vermue voor als burgemeester van deze gemeente. Op 20 juni 2019 werd bekend dat de minister van BZK de voordracht heeft overgenomen; middels koninklijk besluit is zij benoemd per 3 juli 2019. Op deze dag werd zij beëdigd en geïnstalleerd tijdens een raadsvergadering. Met haar leeftijd van 34 jaar werd zij de jongste burgemeester van Nederland.

## Persoonlijk
Vermue is op 3 juni 2022 getrouwd met haar vrouw.
- Parlement.com: vjmqlpz7ygo8